# Moon Jae-in
Moon Jae-in (Hangul:문재인) (Geoje (Gyeongsangnam-do), 24 januari 1953), is een Zuid-Koreaanse politicus. Van mei 2017 tot mei 2022 was hij de president van Zuid-Korea.

## Politieke loopbaan
Als voormalig activistisch student, mensenrechtenadvocaat en secretaris van voormalig president Roh Moo-hyun fungeerde Moon als leider van de Koreaanse Minjoo Partij (2015-2016) en als lid van de 19de Nationale Vergadering (2012-2016). Hij was ook kandidaat voor de voormalige Verenigde Democratische Partij tijdens de presidentsverkiezing van 2012, die hij krap verloor van Park Geun-hye.
Bij de presidentsverkiezing van 2017 boekte Moon een grote overwinning: hij veroverde 41% van de stemmen en werd verkozen tot president. Hij werd daarmee de opvolger van Park Geun-hye, die in maart 2017 was afgetreden nadat ze een jaar eerder werd verdacht van corruptie en machtsmisbruik.
Moon had in tegenstelling tot zijn voorgangers, onder wie Lee Myung-bak en Geun-hye, een minder strenge houding naar Noord-Korea, mede doordat zijn ouders Noord-Koreaanse overlopers zijn. Hij wilde de dialoog met de elite in Pyongyang herstellen en was bij de opening van de Olympische Winterspelen 2018 in Pyeongchang de gastheer van de Noord-Koreaanse staatsman Kim Yong-nam en van Kim Yo-jong, de zuster van partijleider Kim Jong-un. Hij had op 27 april 2018 zelfs een ontmoeting met Kim zelf.
Enkele weken voor zijn vertrek uit het Blauwe Huis ontving Moon een brief van Kim, waarin deze hem bedankte voor zijn pogingen de relaties tussen de beide delen van Korea te verbeteren.
Omdat presidenten volgens de Zuid-Koreaanse grondwet niet herkozen kunnen worden, nam Moon niet deel aan de presidentsverkiezing van 2022. Hij werd op 10 mei van dat jaar opgevolgd door Yoon Suk-yeol.
Moon Jae-in is getrouwd met Kim Jung-sook en heeft twee kinderen.
Syngman Rhee · Heo Jeong (waarnemend) · Yun Bo-seon · Park Chung-hee · Choe Gyuha · Chun Doo-hwan · Roh Tae-woo · Kim Young-sam · Kim Dae-jung · Roh Moo-hyun · Goh Kun (waarnemend) · Lee Myung-bak · Park Geun-hye · Hwang Kyo-ahn (waarnemend) · Moon Jae-in · Yoon Suk-yeol
- Bibliothèque nationale de France: cb17926430k (data)
- CiNii: DA18855439
- Gemeinsame Normdatei: 1023544296
- International Standard Name Identifier: 0000 0001 2338 3209
- Library of Congress Control Number: no2011111088
- Nationale Bibliotheek van Letland: 000280568
- Bibliotheek van het Japanse parlement: 001267470
- Nationale Bibliotheek van Tsjechië: jo20191026428
- Nationale Bibliotheek van Israël: 987007415917605171
- Nationale Bibliotheek van Polen: a0000003629613
- Système universitaire de documentation: 240861671
- Virtual International Authority File: 173142372
- WorldCat: E39PBJcGp4rDPB3PH6wMxJxVYP